# دهستان بندر
دهستان بندر، یکی از دهستان‌های بخش سندرک شهرستان میناب در استان هرمزگان ایران است. مرکز این دهستان، روستای بندر است.

## جمعیت
بر پایه سرشماری عمومی نفوس و مسکن در سال ۱۳۹۵، جمعیت دهستان بندر برابر با ۴٬۷۳۰ نفر بوده‌است.